# Mike Fitzgerald (baseball)
Pour les articles homonymes, voir Mike Fitzgerald et Fitzgerald.
Michael Roy Fitzgerald (né le 13 juillet 1960 à Long Beach, Californie, États-Unis) est un ancien receveur des Ligues majeures de baseball ayant joué notamment pour les Expos de Montréal.

## Carrière
Mike Fitzgerald a fait ses débuts le 13 septembre 1983 pour les Mets de New York. Il frappe un coup de circuit en solo, devenant le 48e joueur de l'histoire des majeures à frapper un circuit à sa première présence au bâton dans les grandes ligues.
Le 10 décembre 1984, il est impliqué dans une transaction majeure entre les Mets et les Expos. Fitzgerald est échangé à Montréal en compagnie de Hubie Brooks, Herm Winningham et Floyd Youmans, en retour du receveur étoile Gary Carter. 
Fitzgerald joue sept saisons pour les Expos et termine sa carrière avec les Angels de la Californie, avec qui il s'aligne durant la saison 1992.